# Frédéric Jaccaud
Œuvres principales
- Monstre (une enfance)

Frédéric Jaccaud, né le 20 janvier 1977 à Lausanne, est un écrivain suisse.

## Biographie

### Origines, études et parcours professionnel
Frédéric Jaccaud, est né le 20 janvier 1977 à Lausanne. Il passe son enfance dans le canton de Fribourg. 
Titulaire d’une licence ès Lettres (dont le mémoire portait sur les utopies anciennes), et d'un master en littérature française, il publie régulièrement des articles critiques sur les littératures de genre dans différentes revues et a tenu une chronique régulière sur des œuvres oubliées traitant de voyages imaginaires, d’utopies et de science-fiction, dans la revue Bifrost.
Conservateur à la Maison d'Ailleurs depuis 2009, il en devient le directeur en 2024.

### Parcours littéraire
Son premier roman, Monstre (une enfance), décrit la genèse et l'agonie d'un tueur en série. Influencé par Antonin Artaud et Georges Bataille, le roman développe un regard sur la cruauté et l'origine du mal au travers du récit et de la structure romanesque.

« Chaque jour, l’enfant-monstre interagit avec le monde qui l’entoure comme un bourreau innocent ; sans cesse de nouvelles découvertes le forment, le déforment, l’agressent, sans cesse il s’approprie, associe, dissocie. Il doit tout à la fois se fondre dans le moule et « s’individuer ». Certains d’entre eux arrachent des ailes aux mouches, c’est une manière d’apprendre, d’appréhender le réel. »

Il écrit ensuite un roman-cathédrale, dont il révèlera bribes et extraits (images de manuscrit et lectures) sur son blog personnel, avant sa publication en 2013 dans la collection « Série noire » de Gallimard sous le titre de La Nuit. Son troisième roman, Hécate, paraît en 2014 dans la même collection. Son quatrième roman, Exil, paru en 2016, toujours dans la « Série noire », est « un thriller noir baigné de culture technologique », d'après le critique du Temps, Nicolas Dufour,.
Glory Hole, son cinquième roman, est publié aux éditions Les Arènes en 2019, dans la collection Equinox dirigée par Aurélien Masson, ancien directeur de la Série Noire. Le livre remporte le Prix du polar romand en novembre de cette même année, et est remis à son auteur à Lausanne, au théâtre de Vidy.[réf. nécessaire]
Vagabondage, publié aux éditions Le Feu Sacré en 2020 en plein confinement lié à la pandémie de Covid-19 en France, est un essai littéraire expérimental sur un des romans-fétiches de Frédéric Jaccaud, La Famille royale de l'écrivain nord-américain William T. Vollmann. Entre hommage et enquête, l'essai creuse le matériau romanesque et dresse la galerie de portraits des personnages du livre, en évoquant des figures initialement étrangères au récit, telles Les Ménines de Diego Vélasquez.

## Œuvres
- Monstre (une enfance), roman, Paris, Éditions Calmann-Lévy, coll. « Interstices », mars 2010, 216 p.  (ISBN 978-2-7021-4087-1)[9].
- Souvenirs du futur - Les Miroirs de la Maison d'Ailleurs, essai, Lausanne, Presses Polytechniques et Universitaires Romandes, 2013
- La Nuit, roman, Paris, Éditions Gallimard, coll. Série noire, 2013  (ISBN 978-2-07-013985-9)
- Hécate, roman, Paris, Éditions Gallimard, coll. Série noire, 2014  (ISBN 978-2-07-014365-8)[10],[11]
- Exil, roman, Paris, Éditions Gallimard, coll. Série noire, 2016
- Glory Hole, roman, Paris, Les Arènes, coll. Equinox, 2019  (ISBN 978-2-7112-0102-0)
- Vagabondage, pourquoi je lis La Famille royale de William T. Vollmann, essai, Paris, Le Feu Sacré, coll. Les Feux Follets, 2020  (ISBN 9791096602025)